# Ergoiena
Ergoiena en basque ou Ergoyena  en espagnol est une ville et une municipalité de la Communauté forale de Navarre (Espagne). Elle est située dans la zone bascophone de la province où la langue basque est coofficielle avec l'espagnol et à 44,5 km de sa capitale, Pampelune. Ergoiena est composé des communes: Lizarraga, Dorrao/Torrano et Unanu. Le nombre d'habitants en 2004 était de 451.

## Division linguistique
En 2011, 87.9% de la population d'Ergoiena avait le basque comme langue maternelle. La population totale située dans la zone bascophone en 2018, comprenant 64 municipalités dont Ergoiena, était bilingue à 60.8%, à cela s'ajoute 10.7% de bilingues réceptifs.

### Droit
En accord avec Loi forale 18/1986 du 15 décembre sur le basque, la Navarre est linguistiquement divisée en trois zones. Cette municipalité fait partie de la zone bascophone où l'utilisation du basque y est majoritaire. Le basque et le castillan sont utilisés dans l'administration publique, les médias, les manifestations culturelles et en éducation cependant l'usage courant du basque y est majoritaire et encouragé le plus souvent.

### Sources
- (es) Cet article est partiellement ou en totalité issu de l’article de Wikipédia en espagnol intitulé « Ergoyena » (voir la liste des auteurs).